# Luís Noronha da Costa
Luís Mário [de Sousa] Azevedo de Noronha [e Meneses] da Costa GOIH (Lisboa, Benfica, 17 de abril de 1942 – Lisboa, 9 de abril de 2020) foi um artista plástico e pintor português.

## Biografia

Objeto 67

Filho de Nuno António Giraldes de Noronha da Costa, Luís Noronha da Costa fez o curso de arquitetura na Escola Superior de Belas-Artes de Lisboa. Expôs individualmente pela primeira vez em 1962 (Lisboa, Paris, Munique); em 1966 expôs no Salão de Maio, SNBA, Lisboa, e no ano seguinte realizou uma mostra individual na Galeria Quadrante, Lisboa. Em 1969 participou na Bienal de S. Paulo e foi-lhe atribuído o Prémio Soquil pela sua atuação na época de 1968-69 ; aos 27 anos de idade Noronha da Costa "reúne […] um consenso crítico e público muito alargado"  no panorama artístico português.
As suas primeiras obras de relevo eram sobretudo colagens "em que se identificava uma procura imagética de caráter poético, o que logo depois se traduziu pelo emprego de folhas de revistas ilustradas impregnadas de óleo de modo a trazer ao mesmo plano os seus anverso e reverso numa imagem dupla e ambígua […]. Seguidamente […] dedicou-se à construção de objetos, nos quais o emprego de espelhos e vidros despolidos produz efeitos espaciais inéditos" , com o cruzamento entre os espaços real e virtual (ver por exemplo Objeto 67). 
Sensivelmente a partir de 1969 fixa os parâmetros da sua obra pictórica posterior, frequentemente realizada com pistola de spray. "A orientação metafórica que caracteriza as pesquisas de Noronha da Costa traduziu-se […] numa pintura de imagens (por vezes copiadas de quadros clássicos) como vistas através de um écran desfocante [veja-se Sem título, 1969]. A indefinição da imagem é assim […] expressa, numa situação neorromântica que vai às fontes fantasmagóricas do surrealismo" . "As imagens parecem […] ir entrando aos poucos num processo de desmaterialização […]; os seus quadros funcionam como écrans e, por isso, as imagens assumem-se sempre, contra qualquer naturalismo, como afirmação de uma pura virtualidade, isto é, de um espaço em que todo o acontecimento dá lugar (ou protagoniza) a um espaço potencial. São por assim dizer, imagens de imagens. E por serem assim é que nelas se aloja um princípio sistemático de distância, ou de eco" .

Sem título, 1969, tinta celulósica sobre platex, 60 x 80 cm

De um modo mais sistemático e apaixonado do que outros, trabalha intensamente "o conjunto de questões que se colocam à pintura ocidental depois da falência do discurso unitário do classicismo", fixando-se num "pensamento discursivo dominado por características românticas: fragmentar, descentrado e subjetivo, individualista, em deriva e apaixonado, múltiplo e obsessivo, muitas vezes irónico e crítico" . Irá abordar uma imagética que toma esse formulário em consideração: na sua pintura veremos surgir, por exemplo, "mares solitários avançando sobre praias desertas, mulheres e crianças de penteados e vestidos oitocentistas, veleiros, céus cenográficos e de coloridos intensos" .
A sua obra não se circunscreve às artes plásticas, estendendo-se à área do cinema: "além de cinéfilo, [Noronha da Costa] foi cineasta, autor de alguns dos poucos e dos mais significativos filmes experimentais da vanguarda portuguesa" . 
Ao longo dos anos participou em inúmeras mostras coletivas, nomeadamente na Bienal de Veneza de 1970 (representação portuguesa), e Alternativa Zero (1977); expôs individualmente de forma regular em Portugal e no estrangeiro, destacando-se a sua longa colaboração com a Galeria Nasoni, a retrospetiva de 1983 na Fundação Calouste Gulbenkian, Lisboa, e a exposição de 2003-04 no Centro Cultural de Belém, Lisboa. 
Em 1999 foi-lhe atribuído o Prémio Europeu de Pintura pelo Parlamento Europeu e em 2003 venceu o Prémio AICA, Lisboa.
A 8 de junho de 2012, foi agraciado com o grau de Grande-Oficial da Ordem do Infante D. Henrique.
Casou com Noémia Cacho Rodrigues (Lisboa, 9 de junho de 1942 - Cascais, Estoril, 13 de outubro de 1990), com geração.
Morreu no dia 9 de abril de 2020 em Lisboa aos 77 anos.